# Congrès anarchistes internationaux
Au cours des 150 dernières années, des anarchistes et anarcho-syndicalistes ont organisé de nombreux congrès, conférences et réunions internationales auxquelles des organisations, syndicats, groupes et individus libertaires ont participé.

## Conférences et congrès de laPremière Internationale
- Conférence préliminaire de Londres (Royaume-Uni), 25–29 septembre 1865. Préparation pour le 1er Congrès.
- 1re Congrès de Genève (Suisse), 3–8 septembre 1866.
- 2e Congrès de Lausanne (Suisse), 2–8 septembre 1867.
- 3e Congrès de Bruxelles (Belgique), Septembre 1868.
- 4e Congrès de Bâle (Suisse), Septembre 1869.
- Conférence de Londres (Royaume-Uni), 7–23 septembre 1871. Appelé à la suite de l'impossibilité  de tenir le congrès annuel à cause de la Guerre franco-allemande de 1870 et de la Commune de Paris en 1870 et 1871.
- 5e Congrès de La Haye (Pays-Bas ), 2–7 septembre 1872.
- 6e Congrès de Genève (Suisse), 8 septembre 1873.
- Convention internationale de Philadelphie (USA), 15 juillet 1876. Dissolution de l'Internationale.

## Congrès de l'AIT antiautoritaire
- Congrès de Saint-Imier (Suisse), 15–16 septembre 1872.
- (6e) Congrès de Neuchâtel (Suisse), 27 septembre 1873. Abolition du Conseil général et autonomie des fédérations.
- (7e) Congrès de Bruxelles (Belgique), 7–12 septembre 1874.
- (8e) Congrès de Berne (Suisse), 26–29 octobre 1876.
- (9e)Congrès de Verviers (Belgique), 6–8 septembre 1877.

## La renaissance de l'AIT
Après la Première Guerre mondiale et la révolution russe, des anarchistes et des anarcho-syndicalistes ont encore une fois cherché à reconstruire l'AIT. Ainsi, après deux conférences à Berlin, la première du 16-21 décembre 1920 et la deuxième du 16-18 juin 1922, la nouvelle Association internationale des travailleurs est née à son premier congrès en décembre 1922.
- 1er Congrès, Berlin, 25 décembre 1922 au 2 janvier 1923.
- 2e Congrès, Amsterdam, 25 mars 1925.
- 3e Congrès, Liège, 27–29 mai 1928.
- 4e Congrès, Madrid, 1–2 juin 1931.
- 5e Congrès, Paris, 24–31 août 1935.
- Congrès extraordinaire, Paris, 6-17 décembre 1937.
- 6e Congrès, Paris, 29 octobre - 7 novembre 1938.
- 7e Congrès, Toulouse, 12–23 mai 1951.
- 8e Congrès, Puteaux, Juillet 1953.
- 9e Congrès, Marseille, Juillet 1956.
- 10e Congrès, Toulouse, Août 1958.
- 11e Congrès, Bordeaux, 2–24 septembre 1961.
- 12e Congrès, Puteaux, Novembre–Décembre 1963.
- 13e Congrès, Bordeaux, 10–12 novembre 1967.
- 14e Congrès, Montpellier, Octobre 1971.
- 15e Congrès, Paris, Avril 1976.
- 16e Congrès, Paris, Avril 1979.
- 17e Congrès, Madrid, 19–22 avril 1984.
- 18e Congrès, Bordeaux, 1–3 avril 1988.
- 19e Congrès, Cologne, Avril 1992.
- 20e Congrès, Madrid, 6–8 décembre 1996.
- 21e Congrès, Granada, Décembre 2000[1].
- 22e Congrès, Granada, 3–6 décembre 2004[2].
- 23e Congrès, Manchester, 8–10 décembre 2006[3].
- 24e Congrès, Porto Alegre, 4–6 décembre 2009[4].
- 25e Congrès, Valence, 6-8 décembre 2013[5].
- 26e Congrès, Varsovie, 2–4 décembre 2016[6].
- 27e Congrès, Melbourne, 28–30 décembre 2019[7].
- 28e Congrès, Alcoy, 9-11 décembre 2022.

## Congrès et conférences internationales anarchistes
Après la seconde Guerre mondiale les anarchistes ont continué à tenir des congrès spécifiquement anarchistes et des conférences, principalement axé sur la discussion théorique/idéologique. L'objectif était souvent le même: la création d'une organisation internationale qui regrouperait diverses organisations anarchistes non-syndicalistes, C'est-à-dire celle qui n'étaient pas déjà membres de l'AIT.
Une organisation internationale stable est finalement établie en 1968 lors d'un congrès à Carrara. Italie. L'Internationale des fédérations anarchistes (IFA), qui existe encore aujourd'hui.
- Congrès international anarchiste de Londres, 14-20 juillet 1881.
- Congrès anarchiste international d'Amsterdam, 26–31 août 1907.
- Paris, 15–17 mai 1948; création de l'Internationale Anarchiste.
- Paris, 11 novembre 1949.
- Paris, 5–7 juin 1954; création de l'Internationale communiste libertaire.
- Nice, Décembre 1956; réunion des membres de l'Internationale Communiste Libertaire.
- Paris, 27 juillet 1958; réunion de l'Internationale Communiste Libertaire.
- London, 25 juillet - 1er août 1958; création de la Conférence Internationale Anarchiste.
- Geneva, 15–16 septembre 1962.
- Turin, 1–2 mai 1964.
- Bückeburg, Allemagne 19–24 juillet 1964.
- Carrara, 31 août 5 septembre 1968; 1er Congrès de l'IFA.
- 2e Congrès de l'IFA, Paris, 1–4 août 1971.
- 3e Congrès de l'IFA, Carrara, 23–27 mars 1978.
- 4e Congrès de l'IFA, Paris, 31 octobre - 3 novembre 1986.
- 5e Congrès de l'IFA, Valencia, 1–4 novembre 1990.
- Rencontres internationales libertaires, Ruesta, 1995.
- 6e Congrès de l'IFA, Lyon, 31 octobre - 1/2 novembre 1997.
- Rencontres Internationales de Culture Libertaire, Florianópolis, 2000.
- Première rencontre de l'Internationale Antiautoritaire Insurrectionnaliste, sud de Rome, 27-28-29 décembre 2000[8].
- Conférence internationale, Madrid, 31 mars - 1er avril 2001; création du réseau Solidarité internationale libertaire (SIL)[9].
- Les journées anarchistes contre la globalisation capitaliste, Porto Alegre, 31 janvier - 5 février 2002[10].
- Réunion international du SIL, Seville, Juin 2002[11].
- Réunion international du SIL, Porto Alegre, 27 janvier 2003[12].
- 7e Congrès de l'IFA, Besançon, 9–12 avril 2004[13].
- 8e Congrès de l'IFA, Carrara, 4–6 juillet 2008.
- 1re Conférence des organisations européenne d'Anarkismo, Paris, 6–7 février 2010[14].
- 2e Conférence des organisations européenne d'Anarkismo, Londres, 26-27 février 2011; création de la Coordination européenne Anarkismo[15].
- Rencontres internationales de l'anarchisme et 9e Congrès de l'IFA, Saint-Imier, 9-12 août 2012[16].
- 3e Conférence de la Coordination européenne Anarkismo, Saint-Imier, 8 août 2012.
- Conférence internationale des organisations membres d'Anarkismo, Saint-Imier, 10 août 2012.
- 8èmes Rencontres Anarchistes des Balkans, Mostar, 5-6 septembre 2014
- Conférences internationales anarchaféministes, Londres, 19 octobre 2014[17].
- Rencontres anarchistes méditerranéennes, Tunisie, 27-29 mars 2015[18].
- 10e Congrès de l'IFA, Frankfurt, 4–7 Août 2016.
- 11e Congrès de l'IFA, Ljubljana, 24–28 Juillet 2019.
- rencontres internationales anti-autoritaires, Saint-Imier, 19-23 juillet 2023